# Diocesi di Portalegre-Castelo Branco

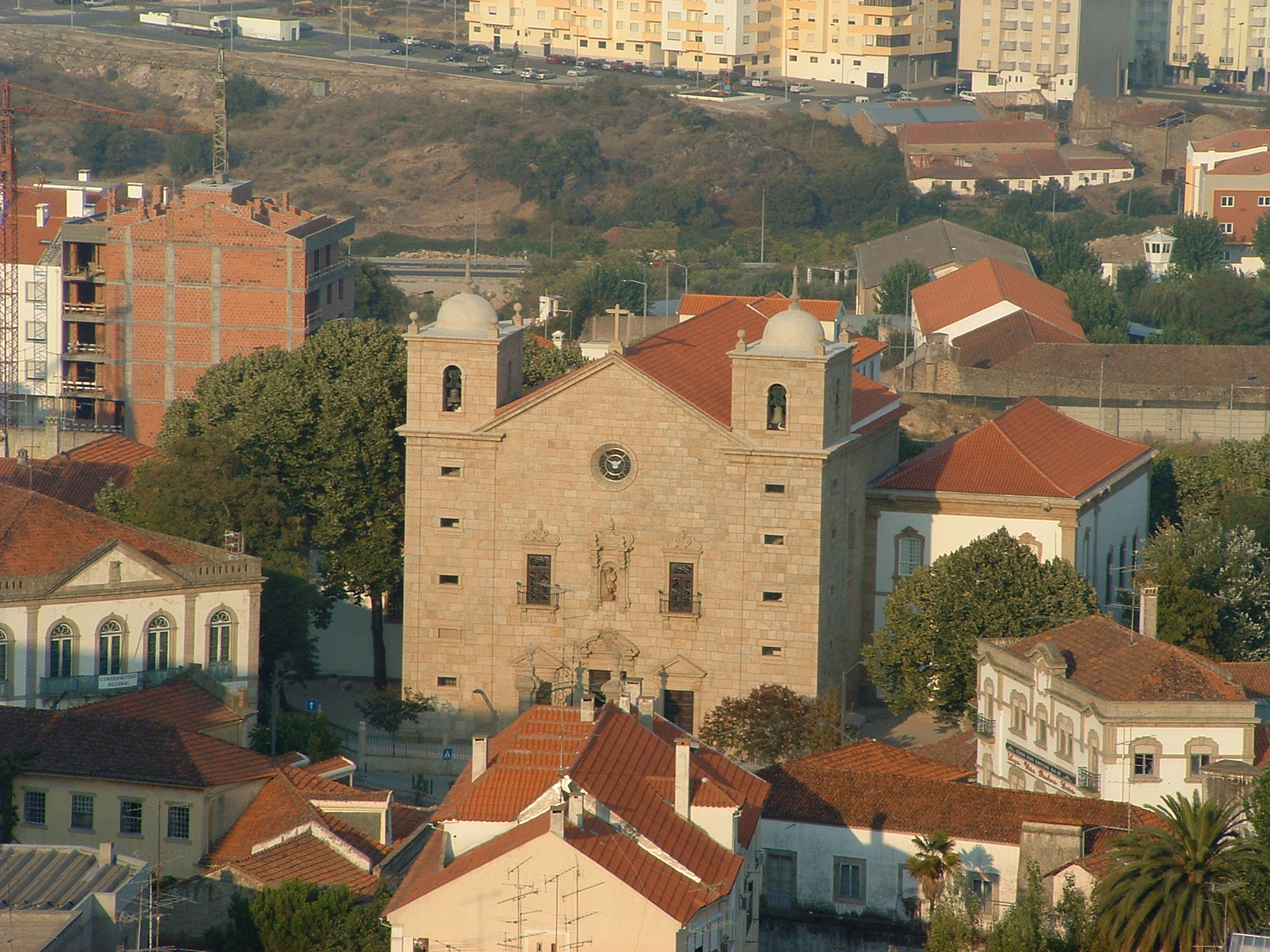
La concattedrale di san Michele Arcangelo a Castelo Branco.

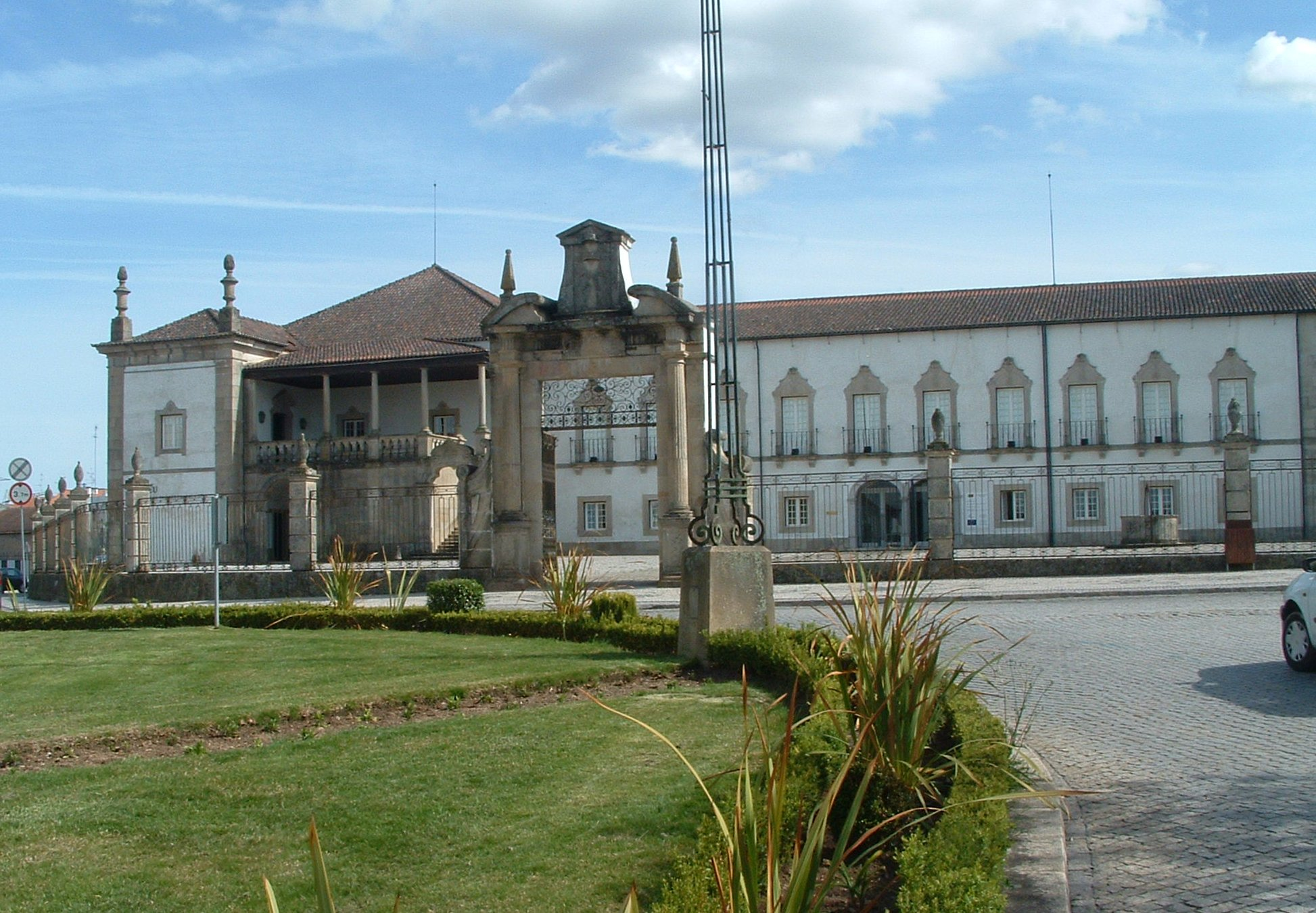
L'ex palazzo episcopale di Castelo Branco, oggi sede del museo Francisco Tavares Proença Júnior.

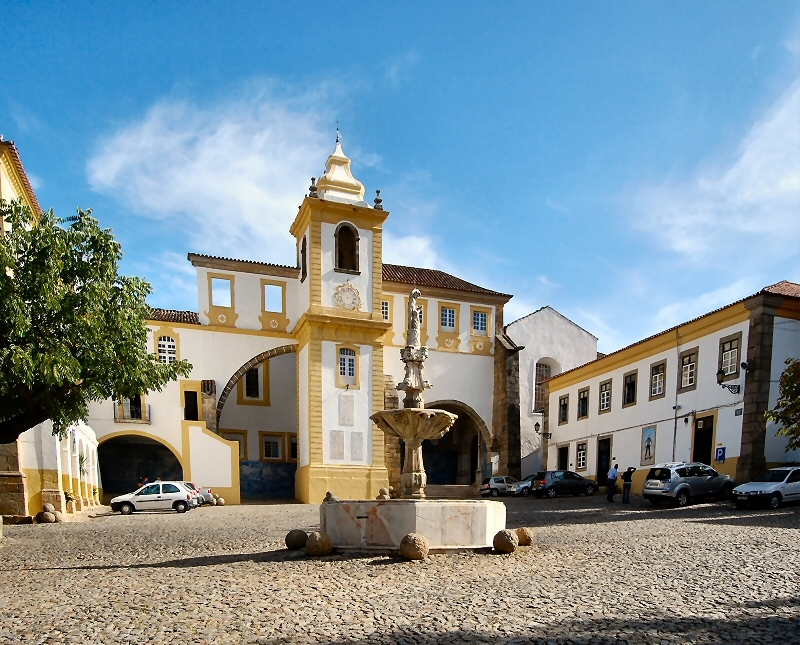
Il monastero di San Bernardo di Portalegre.

La diocesi di Portalegre-Castelo Branco (in latino: Dioecesis Portalegrensis-Castri Albi) è una sede della Chiesa cattolica in Portogallo suffraganea del patriarcato di Lisbona. Nel 2021 contava 194.800 battezzati su 203.142 abitanti. È retta dal vescovo Antonino Eugénio Fernandes Dias.

## Territorio
La diocesi, situata nel Portogallo centro-orientale, comprende la parte settentrionale del distretto di Portalegre, il distretto di Castelo Branco e la parte nord-orientale del distretto di Santarém. Più dettagliatamente comprende i comuni di Portalegre, Abrantes, Alter do Chão, Arronches, Castelo Branco, Castelo de Vide, Constância, Crato, Gavião, Idanha-a-Nova, Mação, Marvão, Nisa, Oleiros, Ponte de Sôr, Proença-a-Nova, Sardoal, Sertã, Vila de Rei e Vila Velha de Ródão, nonché frazioni dei comuni di Fronteira e di Campo Maior.
Sede vescovile è la città di Portalegre, dove si trova la cattedrale dell'Assunzione di Maria Vergine. A Castelo Branco sorge la concattedrale di San Michele Arcangelo.
Il territorio si estende su 9.149 km² ed è suddiviso in 161 parrocchie, raggruppate in 5 arcipresbiterati: Abrantes, Castelo Branco, Ponte de Sôr, Portalegre e Sertã.

## Storia
La diocesi di Portalegre fu eretta il 21 agosto 1549 con la bolla Pro excellenti di papa Paolo III, ricavandone il territorio dalla diocesi di Guarda, e fu resa suffraganea dell'arcidiocesi di Lisbona.
Fu nominato come primo vescovo Julião de Alva, confessore della regina, il quale organizzò il capitolo dei canonici, fece la prima visita pastorale della nuova diocesi e dette avvio, il 14 maggio 1556, alla costruzione della cattedrale. Si deve al vescovo Amador Arrais (1581-1596) l'applicazione concreta dei decreti riformatori del concilio di Trento: convocò il primo sinodo diocesano ed istituì nel 1590 il seminario per la formazione del clero.
Durante il Seicento, la diocesi rimase vacante per oltre trent'anni, a causa dell'intransigenza degli Spagnoli, che all'epoca regnavano sul Portogallo. Durante questo periodo la sede fu governata dal capitolo, retto da vicari. Solo nel 1671 fu nominato un nuovo vescovo, Richard Russell, di origini inglesi. Tra i vescovi del Settecento, si distinsero in particolare João de Azevedo per il suo dinamismo apostolico, per la pubblicazione di diverse lettere pastorali, per le frequenti visite pastorali nelle parrocchie, e per la riforma del seminario diocesano; e Manuel Tavares Coutinho da Silva, il cui ministero pastorale fu marcato da un profondo spirito innovatore nella disciplina, nei sacramenti, nella riforma della curia diocesana.
Nel corso dell'Ottocento, la diocesi visse un altro momento di crisi per le difficoltà che la Chiesa portoghese e la Santa Sede ebbero con il governo liberale del Portogallo, che impedì per oltre cinquant'anni la nomina di un vescovo per la sede di Portalegre.
La diocesi di Castelo Branco fu una delle numerose creazioni ecclesiastiche nate per volontà del re Giuseppe I e del suo potente primo ministro, il marchese di Pombal. Fu eretta il 7 giugno 1771 con la bolla Cum excellentissimus di papa Clemente XIV, ricavandone il territorio dalla diocesi di Guarda, e fu resa suffraganea dell'arcidiocesi di Lisbona. Secondo la bolla di erezione, la diocesi comprendeva gli arcipresbiterati di Castelo Branco, di Abrantes e di Monsanto, sottratti alla diocesi di Guarda, per un totale di 79 parrocchie.
Furono solo tre i vescovi nominati per Castelo Branco, e come la diocesi di Portalegre, anche quella di Castelo Branco visse un momento difficile nel corso dell'Ottocento, con lunghi decenni di sede vacante. Su richiesta del governo portoghese, il 30 agosto 1881 la diocesi di Castelo Branco fu soppressa in forza della bolla Gravissimum Christi di papa Leone XIII e il suo territorio fu unito a quello della diocesi di Portalegre, che contava allora 146 parrocchie con 197.343 fedeli.
Il 18 luglio 1956, con il decreto Apostolicis sub plumbo della Congregazione Concistoriale, l'antica cattedrale di Castelo Branco è stata eretta a concattedrale della diocesi, che contestualmente ha assunto il nome attuale.

## Cronotassi dei vescovi
Si omettono i periodi di sede vacante non superiori ai 2 anni o non storicamente accertati.

### Vescovi di Portalegre
- Julião de Alva † (21 agosto 1549 - 5 aprile 1560 nominato vescovo di Miranda)
- Andrés de Noronha † (5 aprile 1560 - 11 settembre 1581 nominato vescovo di Plasencia)
- Amador Arrais (de Mondoza), O.Carm. † (30 ottobre 1581 - 1596 dimesso)
- Diogo Correia † (16 febbraio 1598 - 19 ottobre 1614 deceduto)
- Rodrigo da Cunha † (6 luglio 1615 - 12 novembre 1618 nominato vescovo di Porto)
- Lopo de Sequeira Pereira, O. de Avis † (22 aprile 1619 - 7 giugno 1632 nominato vescovo di Guarda)
- João Mendes de Távora † (5 luglio 1632 - 22 marzo 1638 nominato vescovo di Coimbra)
  - Sede vacante (1638-1671)
- Richard Russell † (1º luglio 1671 - 10 settembre 1685 nominato vescovo di Viseu)
- João de Mascarenhas † (1º aprile 1686 - 24 marzo 1692 nominato vescovo di Guarda)
- António de Saldanha † (24 agosto 1693 - 22 marzo 1706 nominato vescovo di Guarda)
- Domingos Barata, O.SS.T. † (1º agosto 1707 - 25 aprile 1709 deceduto)
- Álvaro Pires de Castro Noronha † (26 gennaio 1711 - 29 marzo 1737 deceduto)
  - Sede vacante (1737-1741)
- Manuel Lopes Simões † (19 dicembre 1740 - 15 maggio 1748 deceduto)
- João de Azevedo, O. de Avis † (15 luglio 1748 - 11 novembre 1765 deceduto)
  - Sede vacante (1765-1770)
- Jerónimo Rogado de Carvalhal e Silva † (6 agosto 1770 - 8 marzo 1773 nominato vescovo di Guarda)
- Pedro de Melo e Brito da Silveira Alvim † (12 luglio 1773 - 22 novembre 1777 deceduto)
- Manuel Tavares Coutinho da Silva † (20 luglio 1778 - 7 aprile 1798 deceduto)
- José Valério da Cruz, C.O. † (13 novembre 1798 - 17 luglio 1826 deceduto)
  - Sede vacante (1826-1832)
- José Francisco da Soledade Bravo † (24 febbraio 1832 - 10 novembre 1833 deceduto)
  - Sede vacante (1833-1883)
- José Maria da Silva Ferrão de Carvalho Martens † (9 agosto 1883 - 20 novembre 1884 deceduto)
- Manuel Bernardo de Sousa Enes † (30 luglio 1885 - 8 settembre 1887 deceduto)
- Gaudêncio José Pereira † (1º giugno 1888 - 2 novembre 1908 deceduto)
- António Moutinho † (29 aprile 1909 - 18 maggio 1915 deceduto)
- Emanuele Mendes da Conceição Santos † (9 dicembre 1915 - 4 giugno 1920 nominato arcivescovo coadiutore di Évora[2])
- Manuel Domingos Maria Frutuoso, O.P. † (7 dicembre 1920 - 6 luglio 1949 deceduto)
- António Ferreira Gomes † (6 luglio 1949 succeduto - 13 luglio 1952 nominato vescovo di Porto)
- Agostinho Joaquim Lopes de Moura, C.S.Sp. † (27 dicembre 1952 - 18 luglio 1956 nominato vescovo di Portalegre-Castelo Branco)

### Vescovi di Castelo Branco
- José de Jesus Maria Caetano Carvalho, O.P. † (17 giugno 1771 - 13 luglio 1782 deceduto)
- Vicente Ferreira da Rocha, O.P. † (16 dicembre 1782 - 27 agosto 1814 deceduto)
  - Sede vacante (1814-1820)
- Joaquim José de Miranda Coutinho † (21 febbraio 1820 - 6 aprile 1831 deceduto)
  - Sede vacante (1831-1881)

### Vescovi di Portalegre-Castelo Branco
- Agostinho Joaquim Lopes de Moura, C.S.Sp. † (18 luglio 1956 - 25 settembre 1978 dimesso)
- Augusto César Alves Ferreira da Silva, C.M. (25 settembre 1978 - 22 aprile 2004 dimesso)
- José Francisco Sanches Alves (22 aprile 2004 - 8 gennaio 2008 nominato arcivescovo di Évora)
- Antonino Eugénio Fernandes Dias, dall'8 settembre 2008

## Statistiche
La diocesi nel 2021 su una popolazione di 203.142 persone contava 194.800 battezzati, corrispondenti al 95,9% del totale.
| anno | popolazione | popolazione | popolazione | presbiteri | presbiteri | presbiteri | presbiteri                | diaconi | religiosi | religiosi | parrocchie |
| anno | battezzati  | totale      | %           | numero     | secolari   | regolari   | battezzati per presbitero | diaconi | uomini    | donne     | parrocchie |
| ---- | ----------- | ----------- | ----------- | ---------- | ---------- | ---------- | ------------------------- | ------- | --------- | --------- | ---------- |
| 1949 | 319.080     | 348.184     | 91,6        | 159        | 159        |            | 2.006                     |         |           | 144       | 154        |
| 1969 | 350.524     | 354.275     | 98,9        | 197        | 178        | 19         | 1.779                     |         | 36        | 197       | 106        |
| 1980 | 289.900     | 292.200     | 99,2        | 157        | 140        | 17         | 1.846                     |         | 23        | 177       | 161        |
| 1990 | 299.500     | 302.000     | 99,2        | 139        | 122        | 17         | 2.154                     |         | 24        | 206       | 158        |
| 1999 | 258.762     | 260.380     | 99,4        | 111        | 98         | 13         | 2.331                     | 7       | 13        | 201       | 162        |
| 2000 | 256.840     | 258.458     | 99,4        | 109        | 99         | 10         | 2.356                     | 7       | 10        | 192       | 161        |
| 2001 | 254.909     | 256.527     | 99,4        | 117        | 103        | 14         | 2.178                     | 6       | 17        | 167       | 162        |
| 2002 | 253.165     | 254.783     | 99,4        | 117        | 103        | 14         | 2.163                     | 12      | 16        | 180       | 162        |
| 2003 | 251.324     | 252.942     | 99,4        | 114        | 99         | 15         | 2.204                     | 12      | 15        | 194       | 162        |
| 2004 | 248.923     | 250.541     | 99,4        | 104        | 89         | 15         | 2.393                     | 12      | 15        | 179       | 162        |
| 2013 | 228.186     | 231.804     | 98,4        | 84         | 71         | 13         | 2.716                     | 13      | 13        | 127       | 161        |
| 2016 | 202.806     | 220.046     | 92,2        | 77         | 64         | 13         | 2.633                     | 13      | 13        | 87        | 161        |
| 2019 | 197.799     | 209.039     | 94,6        | 68         | 56         | 12         | 2.908                     | 13      | 12        | 70        | 161        |
| 2021 | 194.800     | 203.142     | 95,9        | 69         | 55         | 14         | 2.823                     | 13      | 14        | 72        | 161        |